# Soreni
Soreni – wieś w Rumunii, w okręgu Dolj, w gminie Celaru. W 2011 roku liczyła 597 mieszkańców.